# Adélia Maria Woellner
Adélia Maria Woellner (Curitiba, 20 de junho de 1940) é uma escritora, advogada e professora universitária brasileira.

## Biografia
Descendente de alemães, é formada em Direito pela Universidade Federal do Paraná, ela é a atual ocupante da cadeira nº 15 da Academia Paranaense de Letras.
Adélia Maria Woellner integra a Academia Paranaense da Poesia, o Centro de Letras do Paraná, casa que presidiu de 1997 a 1999, e o Centro Paranaense Feminino de Cultura.

## Obras publicadas
- O Trovismo. 1978.[6]
- Anuário de poetas do Brasil, Volume 3. 1981[7]
- Encontro maior: poesia.[8] 1982
- Uma Viagem pelos trilhos da memória: centenário da Estrada de Ferro do Paraná, 1985[9]
- Avesso meu. 1990.[10]
- Infinite In Me. 1997.[11]
- Para onde vão as andorinhas. 2002[12]
- Luzes no Espelho: Memória do Corpo e da Emoção. 2008[13]